# Amelia Watkinson
Amelia Rose Watkinson (* 14. September 1991) ist eine Triathletin aus Neuseeland. Sie ist dreifache neuseeländische Meisterin auf der Triathlon-Mitteldistanz (2016–2018). Watkinson wird geführt auf der Bestenliste neuseeländischer Triathletinnen auf der Ironman-Distanz.

## Werdegang
Amelia Watkinson wurde im Juli 2012 Triathlon-Weltmeisterin der Altersklasse 20–24 auf der Langdistanz (4 km Schwimmen, 120 km Radfahren und 30 km Laufen).
Seit 2014 lebt sie größtenteils in Thailand und seit 2015 startet sie als Profi-Athletin. 
Im Januar 2016 wurde sie nationale Meisterin auf der Triathlon-Mitteldistanz und konnte diesen Erfolg 2017 und erneut 2018 wiederholen.
Auch ihren Titel 2016 beim Laguna Phuket Triathlon auf der Kurzdistanz konnte sie im November 2017 erfolgreich verteidigen.
Im September 2020 gewann sie mit dem Ironman Cairns ihr erstes Ironman-Rennen.
Im April 2023 gewann die 31-Jährige auf der Mitteldistanz die Challenge Taiwan.
Im November gewann sie mit dem Ironman 70.3 Melbourne ihr achtes Ironman-70.3-Rennen, nachdem sie hier im Vorjahr den zweiten Rang belegt hatte.
Im August 2025 gewann die 33-Jährige mit dem Ironman 70.3 Philippines ihr neuntes Ironman-70.3-Rennen.
Amelia Watkinson wird trainiert von Armando Galarraga.

## Sportliche Erfolge
| Datum/Jahr    | Rang | Wettbewerb                           | Austragungsort | Zeit     | Bemerkung                                                       |
| ------------- | ---- | ------------------------------------ | -------------- | -------- | --------------------------------------------------------------- |
| 26. Okt. 2022 | 2    | Noosa Triathlon                      | Noosa          | 01:58:32 |                                                                 |
| 17. Feb. 2018 | 1    | AUS Triathlon National Championships | Australien     | 02:03:04 |                                                                 |
| 19. Nov. 2017 | 1    | Laguna Phuket Triathlon              | Ko Phuket      | 02:35:01 | erfolgreiche Titelverteidigung und Siegerin auf der Kurzdistanz |
| 20. Nov. 2016 | 1    | Laguna Phuket Triathlon              | Ko Phuket      |          | Siegerin auf der Kurzdistanz                                    |

| Datum/Jahr    | Rang | Wettbewerb                                                    | Austragungsort  | Zeit     | Bemerkung                                                                |
| ------------- | ---- | ------------------------------------------------------------- | --------------- | -------- | ------------------------------------------------------------------------ |
| 10. Aug. 2025 | 1    | Ironman 70.3 Philippines                                      | Lapu-Lapu       | 04:14:22 |                                                                          |
| 4. Mai 2025   | 2    | Ironman 70.3 Port Macquarie                                   | Port Macquarie  | 03:49:33 |                                                                          |
| 5. Apr. 2025  | 8    | T100 Singapur                                                 | Singapur        | 03:57:22 | 2 km Schwimmen, 80 km Radfahren und 18 km Laufen                         |
| 13. Apr. 2024 | 4    | T100 Singapur                                                 | Singapur        | 03:52:03 | 2 km Schwimmen, 80 km Radfahren und 18 km Laufen                         |
| 2023          | 2    | Ironman 70.3 Bahrain                                          | Manama          | 03:59:43 |                                                                          |
| 12. Nov. 2023 | 1    | Ironman 70.3 Melbourne                                        | Melbourne       | 03:53:31 |                                                                          |
| 22. Apr. 2023 | 1    | Challenge Taiwan                                              | Taitung         | 04:03:40 | [ 5 ]                                                                    |
| 13. Nov. 2022 | 2    | Ironman 70.3 Melbourne                                        | Melbourne       |          |                                                                          |
| 20. Feb. 2022 | 2    | Ironman 70.3 Geelong                                          | Geelong         | 04:11:17 |                                                                          |
| 28. März 2021 | 2    | Ironman 70.3 Geelong                                          | Geelong         |          | hinter der Australierin Ellie Salthouse                                  |
| 6. Dez. 2020  | 5    | PTO Professional Triathletes Organisation World Championships | Daytona Beach   | 03:31:50 | PTO-Weltmeisterschaft (2 km Schwimmen, 80 km Radfahren und 18 km Laufen) |
| 13. Sep. 2020 | 1    | Ironman 70.3 Sunshine Coast                                   | Mooloolaba      | 04:10:13 |                                                                          |
| 7. Sep. 2019  | 7    | Ironman 70.3 World Championships                              | Nizza           | 04:34:06 | Weltmeisterschaft                                                        |
| 11. Aug. 2019 | 1    | Ironman 70.3 Gdynia                                           | Gdynia          | 04:06:50 | [ 7 ]                                                                    |
| 17. Feb. 2018 | 1    | NZL Middle Distance Triathlon National Championships          | Wanaka          |          | Nationale Meisterin Mitteldistanz als Dritte bei der Challenge Wanaka    |
| 9. Dez. 2017  | 1    | Ironman 70.3 Taupo                                            | Lake Taupō      |          |                                                                          |
| 26. Nov. 2017 | 3    | Ironman 70.3 Western Sydney                                   | Penrith City    |          |                                                                          |
| 22. Okt. 2017 | 1    | Challenge Kanchanaburi                                        | Kanchanaburi    |          | Siegerin auf der Mitteldistanz, neben Fredrik Croneborg                  |
| 20. Aug. 2017 | 1    | Ironman 70.3 Bintan                                           | Bintan          |          |                                                                          |
| 6. Aug. 2017  | 1    | Ironman 70.3 Philippines                                      | Luzon           |          |                                                                          |
| 5. Aug. 2017  | 3    | Ironman 70.3 Otepää                                           | Otepää          |          |                                                                          |
| 13. Mai 2017  | 3    | Ironman 70.3 Mallorca                                         | Alcúdia         |          |                                                                          |
| Jan. 2017     | 1    | NZL Middle Distance Triathlon National Championships          | Mount Maunganui |          | Port of Tauranga Half                                                    |
| 10. Dez. 2016 | 3    | Ironman 70.3 Taupo                                            | Lake Taupō      |          |                                                                          |
| 27. Nov. 2016 | 1    | Ironman 70.3 Thailand                                         | Phuket          | 04:21:01 |                                                                          |
| 23. Okt. 2016 | 1    | Challenge Kanchanaburi                                        | Kanchanaburi    |          | Siegerin auf der Mitteldistanz                                           |
| 11. Sep. 2016 | 1    | ITU Long Distance Triathlon Series Event                      | Weihai          | 04:31:29 |                                                                          |
| 19. Juni 2016 | 1    | Ironman 70.3 Busan                                            | Busan           | 04:21:38 |                                                                          |
| 25. Jan. 2016 | 1    | Challenge Jeju                                                | Jeju-si         |          | Siegerin auf der Mitteldistanz                                           |
| 9. Jan. 2016  | 1    | NZL Middle Distance Triathlon National Championships          | Mount Maunganui | 04:16:26 | Port of Tauranga Half                                                    |
| 12. Dez. 2015 | 2    | Ironman 70.3 Taupo                                            | Lake Taupō      |          |                                                                          |
| 18. Jan. 2015 | 3    | Ironman 70.3 Auckland                                         | Auckland        | 03:45:40 |                                                                          |

| Datum/Jahr    | Rang | Wettbewerb                                            | Austragungsort  | Zeit     | Bemerkung |
| ------------- | ---- | ----------------------------------------------------- | --------------- | -------- | --- |
| 6. Juni 2021  | 2    | Ironman Cairns                                        | Cairns          | 09:09:52 | Persönliche Bestzeit auf der Langdistanz                                                                     |
| 27. Sep. 2020 | 1    | Ironman Cairns                                        | Cairns          | 09:20:39 | erster Ironman-Sieg                                                                                          |
| 24. Aug. 2014 | 1    | Challenge Gold Coast                                  | Gold Coast      |          | Siegerin auf der Langdistanz                                                                                 |
| 29. Juli 2012 | 1    | ITU Long Distance Triathlon World Championship F20–24 | Vitoria-Gasteiz | 07:07:41 | Triathlon-Weltmeisterin Altersklasse auf der Langdistanz (4 km Schwimmen, 120 km Radfahren und 30 km Laufen) |